# Theotima fallax
Theotima fallax is een spinnensoort uit de familie Ochyroceratidae. De soort komt voor in Cuba, Saint Vincent en Venezuela.